# Tuxpan (kommun i Mexiko, Jalisco, lat 19,49, long -103,43)
Tuxpan är en kommun i Mexiko.   Den ligger i delstaten Jalisco, i den södra delen av landet, 400 km väster om huvudstaden Mexico City. Antalet invånare är 33 652. Arean är 728 kvadratkilometer.
Terrängen i Tuxpan är kuperad österut, men västerut är den bergig.
Följande samhällen finns i Tuxpan:
- Tuxpan
- La Higuera
- Veintiuno de Marzo
- El Nuevo Poblado
- Los Mazos
- Los Laureles
- Las Canoas
- Ejido Poblado Atenquique